# Храм Яна Амоса Коменского
Храм Яна Амоса Коменского (чеш. Chrám Jana Amose Komenského), в простонародье известный как Красная церковь (чеш. Červený kostel) — трехнефная приходская церковь в стиле кирпичной (северогерманской) готики, выстроенная в 1863–1867 году. Она располагается на площади Коменского в Брно. На момент постройки был одним из крупнейших протестантских храмов в католических странах.

## История
После издания патента о веротерпимости 1781 года в Брно была основана Евангелическо-лютеранская церковь Аугсбургского вероисповедания (лютеранская), состоявшая в основном из немецких иммигрантов, работающих на заводах Брно. Их молельный дом располагался на нынешней Гусовой улице, в здании бывшей конюшни.

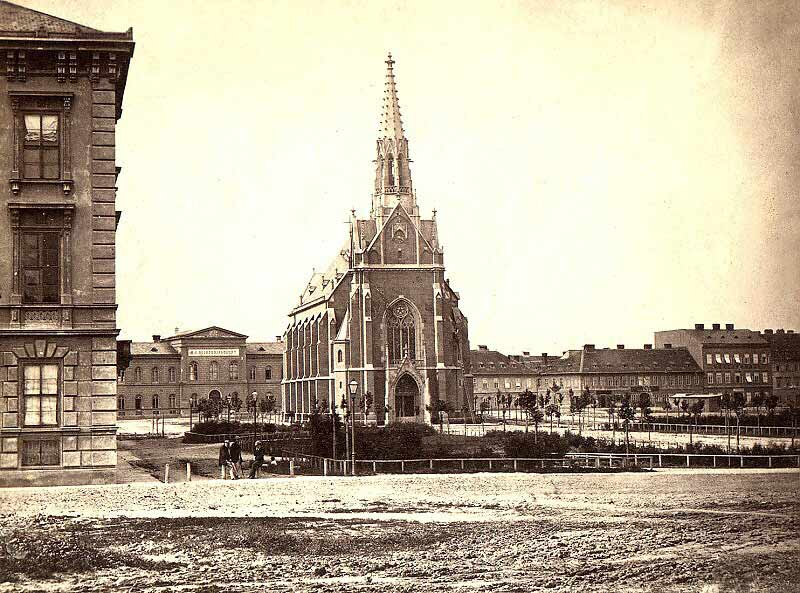
Храм в 1867 году

Февральский патент 1861 года позволил евангелистам Австро-Венгерской монархии строить церкви, и лютеране Брно немедленно воспользовались этой возможностью. В  1862 году они объявили конкурс на строительство церкви, в котором приняли участие известные австрийские архитекторы. Победил проект архитектора Генриха фон Ферстеля. Руководить строительством был назначен уроженец Брно, Мориц Келлнер фон Брюннгейм (нем. Moritz Kellner von Brünnheim). Первый камень в фундамент здания был заложен уже 7 сентября 1863 года, а в 1867 году церковь была торжественно открыта под названием церковь Христа (нем. Christuskirche).
Первоначально храм предполагалось построить на месте молитвенного дома на улице Гусова, но в первых конкурсных проектах также рассматривались и другие участки в районе этой улицы. Лютеранской общине удалось получить престижное место в самом начале улицы, на сегодняшней площади Коменского, хорошо обозреваемое из Денисовых садов. Таким образом, Евангелическая церковь стала доминантой кольцевой дороги Брно и одним из самых значительных зданий Брно в целом.
В 1874 году немецкая лютеранская община Брно вступила в унию с кальвинистами гельветского вероисповедания, которые были преимущественно чехами, и в храме начали проводиться отдельные службы на чешском языке. Однако позже из-за национальных конфликтов евангелисты отделились от лютеранской общины и в 1878 году основали проповедническую станцию реформатской церкви в Носиславе. Чуть позже они построили Вифлеемскую церковь на улице Пеллицова.
После основания Чехословакии, в 1918 году Чешская реформатская церковь стала частью Евангелической церкви чешских братьев, а Немецкая лютеранская церковь стала частью Немецкой евангелической церкви. После окончания Второй мировой войны и изгнания немцев храм был передан Евангелической церкви чешских братьев и с тех пор используется ее первой брненской общиной. В 1975–1990 годах церковь была закрыта из-за опасности обрушения. Её отремонтировали уже после бархатной революции.

## Интерьер и внешний вид
Длина церкви составляет 45 метров, а высота башни составляет 50 метров. Интерьер украшен скульптурами Франца Шенталера (нем. Franz Schönthaler). Орган был создан австрийской фирмой «Ригер» в 1887 году. В ризнице находится мемориальная доска первого немецкого проповедника Евангелической церкви Яна Амоса Коменского.